# Liste des monuments historiques de Villeneuve-d'Ascq
Ce tableau présente la liste de tous les monuments historiques classés ou inscrits dans la ville de Villeneuve-d'Ascq,  Nord, en France.

## Liste
| Monument                             | Commune           | Adresse                              | Coordonnées                      | Notice         | Protection     | Date | Illustration                         |
| ------------------------------------ | ----------------- | ------------------------------------ | -------------------------------- | -------------- | -------------- | ---- | ------------------------------------ |
| Ancien carmel                        | Villeneuve-d'Ascq | 99, 99B, 101 rue Masséna             | 50° 37′ 33″ nord, 3° 10′ 07″ est | « PA59000082 » | Inscrit        | 2001 | Ancien carmel                        |
| Ancien hospice Gabrielle             | Villeneuve-d'Ascq | 29 Rue Pasteur                       | 50° 37′ 36″ nord, 3° 09′ 10″ est | « PA00107881 » | Inscrit        | 1986 | Ancien hospice Gabrielle             |
| Église de Flers-Bourg                | Villeneuve-d'Ascq | Rue Jeanne d'Arc                     | 50° 38′ 10″ nord, 3° 07′ 46″ est | « PA00107879 » | Classé Inscrit | 1977 | Église de Flers-Bourg                |
| Ferme d'en Bas de Flers              | Villeneuve-d'Ascq | Chemin du Chat Botte                 | 50° 38′ 09″ nord, 3° 07′ 58″ est | « PA00107880 » | Inscrit        | 1951 | Ferme d'en Bas de Flers              |
| Hôtel particulier ou maison d'Haussy | Villeneuve-d'Ascq | 30 avenue de Flandre                 | 50° 39′ 47″ nord, 3° 08′ 24″ est | « PA59000121 » | Inscrit        | 2006 | Hôtel particulier ou maison d'Haussy |
| Motte féodale dite Motte Quiquempoix | Villeneuve-d'Ascq | Le Canteleux                         | 50° 38′ 05″ nord, 3° 08′ 51″ est | « PA00107882 » | Classé         | 1978 | Motte féodale dite Motte Quiquempoix |
| Moulin dit à farine                  | Villeneuve-d'Ascq | rue Albert-Samain                    | 50° 38′ 16″ nord, 3° 08′ 42″ est | « PA59000228 » | Inscrit        | 2024 | Moulin dit à farine                  |
| Moulin dit des Olieux                | Villeneuve-d'Ascq | rue Albert-Samain                    | 50° 38′ 15″ nord, 3° 08′ 40″ est | « PA59000229 » | Inscrit        | 2024 | Moulin dit des Olieux                |
| Musée d'Art moderne                  | Villeneuve-d'Ascq | 1 allée du Musée                     | 50° 38′ 15″ nord, 3° 09′ 01″ est | « PA59000064 » | Inscrit        | 2000 | Musée d'Art moderne                  |
| Petit pavillon d'Annapes             | Villeneuve-d'Ascq | Chemin du Grand Marais Parc du Héron | 50° 38′ 18″ nord, 3° 09′ 37″ est | « PA00107883 » | Inscrit        | 1951 | Petit pavillon d'Annapes             |
| Pigeonnier du château du Sart        | Villeneuve-d'Ascq | 15 rue Jean-Jaurès                   | 50° 39′ 24″ nord, 3° 07′ 57″ est | « PA00107884 » | Inscrit        | 1988 | Pigeonnier du château du Sart        |

## Liste des édifices à l'Inventaire
| Monument                 | Commune           | Adresse                                                                     | Coordonnées                      | Notice         | Protection  | Date | Illustration             |
| ------------------------ | ----------------- | --------------------------------------------------------------------------- | -------------------------------- | -------------- | ----------- | ---- | ------------------------ |
| Brasserie Lecocq Terrel  | Villeneuve-d'Ascq | 141 rue des Fusillés                                                        | 50° 36′ 52″ nord, 3° 09′ 24″ est | « IA59000242 » | Non inscrit |      | Brasserie Lecocq Terrel  |
| Parc de l'ancien château | Villeneuve-d'Ascq | boulevard de Montalembert, allée du Parc; avenue du Golf; avenue de Brigode | 50° 37′ 32″ nord, 3° 09′ 46″ est | « IA59001769 » | Non inscrit |      | Parc de l'ancien château |
| Parc du Héron            | Villeneuve-d'Ascq |                                                                             | 50° 37′ 56″ nord, 3° 10′ 16″ est | « IA59001768 » | Non inscrit |      | Parc du Héron            |
| Parc urbain d'Annapes    | Villeneuve-d'Ascq | allée du Musée                                                              | 50° 38′ 05″ nord, 3° 08′ 51″ est | « IA59001770 » | Non inscrit |      | Parc urbain d'Annapes    |